# Altkalkar
Altkalkar ist ein Stadtteil von Kalkar. Er geht fließend in die Bebauung des Stadtkerns von Kalkar über.
Altkalkar ist der einwohnerreichste und älteste Stadtteil von Kalkar, seine Besiedlung setzt im 7. Jahrhundert n. Chr. ein. Die Gründung der mittelalterlichen Stadt Kalkar erfolgte 1230 östlich dieser Altsiedlung auf landwirtschaftlich schlecht nutzbarem Umland.
Die Pfarrkirche Altkalkars – St. Pankratius – wurde 1281 erstmals erwähnt. Der Bau wurde 1640 vollständig zerstört, ab 1689 an gleicher Stelle wieder errichtet und nach erneuter Zerstörung 1892 im neugotischen Stil neu erbaut.
Im Mittelalter wurde auf dem etwas südlich gelegenen Monreberg von den Grafen von Kleve eine Burg errichtet, die allerdings im Dreißigjährigen Krieg zerstört wurde.
Am 1. Juli 1969 wurde Altkalkar nach Kalkar eingemeindet.

## Belege
1. ↑  Stadtportrait. Stadt Kalkar, abgerufen am 27. Oktober 2019.
2. ↑  Bonner Jahrbücher 166, 1966, 583 mit Abb. 15. - Frank Siegmund: Merowingerzeit am Niederrhein. Rheinische Ausgrabungen 34. Rheinland-Verlag, Köln 1998, 273 mit Taf. 56.
3. ↑  Zur frühen Topografie: Friedrich Gorissen: Niederrheinischer Städteatlas 2: Kalkar. Kleve 1953.
4. ↑  Peter Weiler: Urkundenbuch des Stiftes Xanten. 1. Band: (vor 590) - 1359. Bonn 1935, S. 59 Nr. 72.
5. ↑  Martin Bünermann: Die Gemeinden des ersten Neugliederungsprogramms in Nordrhein-Westfalen. Deutscher Gemeindeverlag, Köln 1970, S. 79.